# Huey Lewis & the News
Huey Lewis & the News is een Amerikaanse poprockband afkomstig uit San Francisco. Ze hadden internationale hits met "The Power of Love", "Stuck with you" en "Hip to Be Square".

## Geschiedenis

### Jaren 70
In 1972 werden zanger en harmonicaspeler Huey Lewis en toetsenist Sean Hopper lid van de jazz-funk band Clover. Deze band nam enkele albums op in de jaren 70, en speelde naast de VS in kroegen in Engeland. Zonder Lewis (maar met Hopper) werkte de band mee aan Elvis Costello's eerste album "My Aim Is True". Lewis werkte onder andere samen met de band Thin Lizzy in het nummer "Baby Drives Me Crazy", waarin Lewis een mondharmonica solo speelde. Nadat Huey Lewis in 1978 een contract kreeg bij Phonogram Records, stelde hij een nieuwe band samen met Sean Hopper en drie muzikanten uit andere bevriende bands, met de naam "Huey Lewis & The American Express". In 1979 namen zij de single "Exo-Disco" op, maar dit werd geen groot succes. Nadat gitarist Chris Hayes in 1979 aan de band was toegevoegd stapte de band over naar Chrysalis Records. Nadat creditcardmaatschappij American Express had geklaagd over de bandnaam, werd deze veranderd in "Huey Lewis and the News".

### Jaren 80
Nadat in 1980 het eerste album van de band met gelijknamige titel niet werd opgepikt door radiozenders, bracht de band hun tweede album uit met de titel Picture This. Deze plaat bereikte goud in de VS, mede dankzij het succes van het nummer "Do You Believe in Love". Vervolgens werden van dezelfde plaat met minder succes de singles "Hope You Love Me Like You Say You Do" and "Workin' for a Livin'" uitgebracht.
Het in 1983 uitgebrachte derde album van de band, Sports, werd een multi-platina succes in de VS, mede dankzij de grappige videoclip die vaak op MTV werden vertoond. Vier singles van het album bereikten de top 10 van de Billboard Hot 100: "Heart and Soul" bereikte plaats 8, terwijl "I Want a New Drug," "The Heart of Rock & Roll," en "If This Is It" allen de 6e plaats bereikten. Van het album werden alleen al in de VS meer dan 10 miljoen exemplaren verkocht.
Het nummer "Power of Love" werd een nummer 1 in de VS en bereikte in Nederland de 20e plaats in de top 40.
Het succes werd mede bepaald door het gebruik van deze single in de openingsscène van de film Back to the Future van Robert Zemeckis. Huey Lewis heeft een kleine gastrol in deze film, waarin hij als faculteitslid de auditie van de band van Marty McFly afwijst. De grap is dat die band hierbij een instrumentale versie van het nummer "The Power of Love" speelt.
De band neemt deel aan de eenmalige groep USA for Africa in 1985. Met de single "We Are the World" winnen ze een Grammy Award voor "beste pop-optreden door een duo of band".
In 1986 werd een vierde plaat uitgebracht door Huey Lewis and the News, genaamd Fore!. Van dit album kwamen de singles "Stuck with You", "Jacob's Ladder" en "Hip to be Square". "Stuck with You" reikte in Nederland tot de 16e plaats in de Top 40 en "Hip to be Square" bereikte een 30e plaats, nadat het nummer op 1 in de Tipparade had gestaan. Het album werd uiteindelijk drievoudig platina.
De band ging verder met toeren tot en met 1987 en bracht in 1988 Small World uit. Deze plaat voldeed niet aan de verwachtingen terwijl het wel platina werd. Het blad Rolling Stone Magazine verkoos het album tot "slechtste album van 1988".
Aan het eind van de Small World Tour in 1989 nam de band een pauze van opnames en toeren, en nam het afscheid van platenmaatschappij Chrysalis. In 1991 werd op het EMI-label het album Hard at Play uitgebracht. Hiervan werd de single "Couple Days Off" een kleine hit in Nederland met een eerste plaats in de Tipparade en een hoogste notering op 17 in de Top 40.

### Jaren 90-heden
In 1994 werd een coveralbum uitgebracht onder de naam Four Chords & Several Years Ago met doo-wop- en rocknummers uit de jaren 50 en 60. Na dit album verliet bassist Mario Cipollina de band. In 1997 werd een eerste greatest hits-album uitgebracht, Time Flies. Dit album bevatte naast de hits ook vier nieuwe nummers.
In 2001 werd het album Plan B uitgebracht. Veel van de nummers op dit album waren bij de fans al bekend, aangezien deze al enige tijd tijdens liveoptredens gespeeld werden. Zo ook tijdens de Europese tour in de zomer van 2000.
In 2003 namen Huey Lewis en Johnny Colla deel aan de concertreeks Night of the Proms, echter alleen in Duitsland
In 2008 schreven Huey Lewis and the News de titelsong voor de film Pineapple Express.
In 2010 volgde het vooralsnog laatste album van de band, genaamd Soulsville.
De band gaat tegenwoordig nog steeds op tournee, vooral in de VS, zoals bijvoorbeeld op de Amerikaanse feestdag Independence Day in Washington D.C. in 2008.

## Ghostbusters-controverse
In 1984 werd het titelnummer van de film Ghostbusters uitgebracht door Ray Parker jr. Huey Lews and the News klaagde deze zanger later dat jaar aan omdat zij het nummer te veel op hun hit "I Want a New Drug" vonden lijken. Dit was volgens Huey Lewis and the News extra schadelijk omdat het "Ghostbusters"-titelnummer erg populair werd en zelfs drie weken op 1 in de VS stond. Parker en Lewis hebben de zaak uiteindelijk buiten de rechtszaal geschikt. Volgens Huey Lewis hebben de gebeurtenissen met de producers van de film geleid tot het gebruik van hun nummer "The Power of Love" in de film Back to the Future.

## Bezetting

### Originele bandleden
- Huey Lewis – (Hugh Anthony Cregg III, 5 juli 1950, in New York, New York) zang, harmonica (1979–heden)
- Sean Hopper – (Sean Thomas Hopper, 31 maart 1953, in San Francisco, California) – keyboard, achtergrondzang (1979–heden)
- Bill Gibson – (William Scott Gibson, 13 november 1951[8], in Sacramento, California) – drums, percussie, achtergrondzang (1979–heden)
- Johnny Colla – (John Victor Colla, 2 juli 1952, in Sacramento, California) – gitaar, saxofoon, achtergrondzang (1979–heden)
- Mario Cipollina – (10 november 1954, in San Rafael, California) – basgitaar (1979–1995)
- Chris Hayes – (Christopher John Hayes, 24 november 1957[9], in Great Lakes, Illinois) – gitaar, achtergrondzang (1980–2001)

### Latere bandleden
- John Pierce – basgitaar (1996-heden)
- Stef Burns – gitaar, achtergrondzang (2001-heden)
- Tal Morris – gitaar, achtergrondzang (incidentele muzikant)
- James Harrah – gitaar, achtergrondzang (incidentele muzikant)
- Marvin McFadden – trompet, percussie, achtergrondzang (1994-heden)
- Ron Stallings – saxofoon (1994-2009)
- Rob Sudduth – saxofoon, achtergrondzang (1994-heden)
- Johnnie Bamont – saxofoon (2009-heden)
- Jeanie Tracy – backing vocals (1994)
- Linda Tillery – backing vocals (1994)

## Discografie

### Albums
- Huey Lewis and the News (1980)
- Picture This (1982)
- Sports (1983)
- Fore! (1986)
- Small World (1988)
- Hard at Play (1991)
- Four Chords & Several Years Ago (1994)
- Plan B (2001)
- Soulsville (2010)
- Weather (2020)

### Singles
- "Some of My Lies Are True (Sooner or Later)" (1980)
- "Now Here's You" (1980)
- "Do You Believe in Love" (1982)
- "Hope You Love Me Like You Say You Do" (1982)
- "Workin' for a Livin'" (1982)
- "Heart and Soul" (1983)
- "I Want a New Drug" (1984)
- "The Heart of Rock & Roll" (1984)
- "If This Is It" (1984)
- "Finally Found A Home" (1984)
- "Walking on a Thin Line" (1984)
- "The Power of Love" (1985)
- "Back in Time" (1985)
- "Stuck with You" (1986)
- "Hip to Be Square" (1986)
- "Whole Lotta Lovin'" (1986)
- "Jacob's Ladder" (1987)
- "I Know What I Like" (1987)
- "Simple as That" (1987)
- "Doing It All for My Baby" (1987)
- "Perfect World" (1988)
- "Small World (Part One)" (1988)
- "Give Me the Keys (And I'll Drive You Crazy)" (1989)
- "World to Me" (1989)
- "Walking with the Kid" (1989)
- "Couple Days Off" (1991)
- "It Hit Me Like a Hammer" (1991)
- "He Don't Know" (1991)
- "Build Me Up" (1991)
- "It's Alright" (1993)
- "Some Kind of Wonderful" (1994)
- "But It's Alright" (1994)
- "Little Bitty Pretty One" (1995)
- "100 Years from Now" (1996)
- "Let Her Go and Start Over" (2001)
- "Her Love Is Killing Me" (2019)

## Hitnoteringen

### Albums
| Album met eventuele hitnotering(en) in de Nederlandse Album Top 100 | Datum van verschijnen | Datum van binnenkomst | Hoogste positie | Aantal weken | Opmerkingen |
| ------------------------------------------------------------------- | --------------------- | --------------------- | --------------- | ------------ | ----------- |
| Fore!                                                               | 1986                  | 20-09-1986            | 33              | 13           |             |
| Small World                                                         | 1988                  | 03-09-1988            | 55              | 4            |             |
| Hard at Play                                                        | 1991                  | 18-05-1991            | 67              | 7            |             |

### Singles
| Single met eventuele hitnotering(en) in de Nederlandse Top 40 | Datum van verschijnen | Datum van binnenkomst | Hoogste positie | Aantal weken | Opmerkingen |
| ------------------------------------------------------------- | --------------------- | --------------------- | --------------- | ------------ | ----------- |
| Heart and Soul                                                | 1984                  | 21-01-1984            | tip2            | 5            |             |
| If This Is It                                                 | 1985                  | 25-05-1985            | tip21           | 3            |             |
| The Power of Love                                             | 1985                  | 14-09-1985            | 20              | 7            |             |
| Stuck with You                                                | 1986                  | 11-10-1986            | 16              | 6            |             |
| Hip to Be Square                                              | 1986                  | 06-12-1986            | 30              | 4            | Alarmschijf |
| Perfect World                                                 | 1988                  | 10-09-1988            | tip15           | 5            |             |
| Couple Days Off                                               | 1991                  | 18-05-1991            | 17              | 6            |             |

| Single met hitnotering(en) in de Vlaamse Ultratop 50 | Datum van verschijnen | Datum van binnenkomst | Hoogste positie | Aantal weken | Opmerkingen |
| ---------------------------------------------------- | --------------------- | --------------------- | --------------- | ------------ | ----------- |
| Heart and Soul                                       | 1984                  | 25-02-1984            | 30              | 3            |             |
| The Power of Love                                    | 1985                  | 28-09-1985            | 17              | 6            |             |
| Stuck with You                                       | 1986                  | 20-09-1986            | 25              | 4            |             |

### NPO Radio 2 Top 2000
| Nummers met noteringen in de NPO Radio 2 Top 2000 | '99  | '00  | '01  | '02  | '03  | '04  |
| ------------------------------------------------- | ---- | ---- | ---- | ---- | ---- | ---- |
| Stuck with you                                    | 1876 | -    | -    | -    | -    | -    |
| The Power of Love                                 | 1634 | 1460 | 1780 | 1495 | 1952 | 1961 |

1. ↑  Een '-' betekent dat het nummer niet was genoteerd en een vetgedrukt getal geeft de hoogste notering van een nummer aan.
2. ↑  Deze tabel is bijgewerkt tot en met de laatste editie (2024).